# Erra-epos

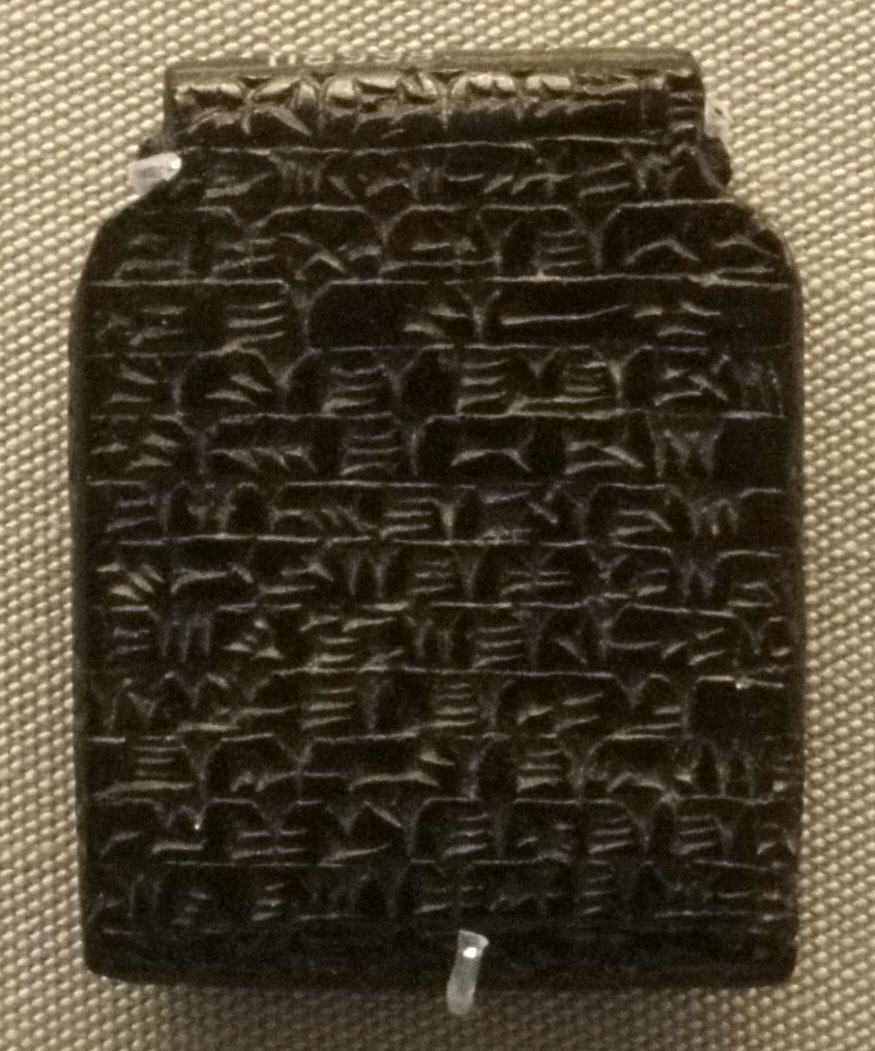
Amulet met tekst uit de Erras-epos met het doel om pest te voorkomen

Erra-epos is een vrij lange literaire tekst geschreven in het Babylonisch en bekend van kleitabletten uit zowel Assur als Ninive. Het dateert uit de achtste of negende eeuw voor Christus.
Het verhaal is een poging een religieuze verklaring te geven voor het optreden van tijden van politieke onrust en rampspoed. Het gaat waarschijnlijk om de duistere tijd van de 11e eeuw v.Chr. na Assur-bel-kala van Assyrië en Adad-apla-iddina van Babylon. In hun tijd werd geheel Mesopotamië belaagd door indringers van buiten af zoals de Suteeërs en de Arameeërs die beide staten - ondanks een ongebruikelijke mate van wederzijdse steun - bijna op de knieën zouden brengen. Het gezag van de opvolgers van beide koningen was erg zwak en zelfs belangrijke religieuze centra zoals Sippar werden verwoest. De malaise was overigens niet beperkt tot het Tweestromenland. Sinds de brandkatastrofe lag een groot deel van de wereld van de Bronstijd in puin. Ook de weinige staten die de storm wisten te overleven (Assur, Babylon, Egypte) maakten een moeilijke tijd door.
Het verhaal handelt over de godheid van rampspoed Erra die door zijn getrouwen bespot wordt dat hij lui en ongeloofwaardig geworden is. Hij benadert Marduk en vertelt hem dat diens beeld in de tempel nodig eens een opknapbeurt nodig heeft. Marduk zegt dat hij de stad niet durft te verlaten op zoek naar edelstenen en andere benodigdheden, maar Erra weet hem ertoe over te halen het bestuur van de stad tijdelijk aan hem over te laten. Zodra Marduk de hielen licht begint Erra alles in de war te sturen tot grote ellende van de burgers van de stad. Uiteindelijk weet zijn eigen gevolg hem ervan te overtuigen dat iedereen nu wel gezien heeft wat een belangrijke en ontzagwekkende god Erra is. Deze vleierij haalt hem over weer naar huis te gaan en Marduk weer de touwtjes in handen te geven, waarop de rust en de welvaart terugkeert.
Het Erra-epos speelde een belangrijke rol in de maatschappij van het Tweestromenland. Er zijn 36 exemplaren gevonden in vijf belangrijke plaatsen van het eerste millennium v.Chr., Assur, Babylon, Ninive, Sultantepe en Ur - meer dan van het Gilgamesj-epos. Delen van de tekst werden gebruikt voor amuletten en incantatie.